# Shadow Days
Shadow Days è un singolo del cantautore statunitense John Mayer, pubblicato il 6 marzo 2012 come primo estratto dal quinto album in studio Born and Raised.

## Tracce
Download digitale
1. Shadow Days

## Formazione
- John Mayer – voce, chitarra
- Aaron Sterling – batteria, tamburello
- Sean Hurley – basso
- Chuck Leavell – piano, Hammond B-3
- Greg Leisz – pedal steel